# The Teacher
The Teacher – polski miesięcznik edukacyjny dla nauczycieli języka angielskiego. Na treść magazynu składają się m.in. artykuły prezentujące zagadnienia metodyczne, materiały lekcyjne, recenzje książek i podręczników, publikacje opisujące aktualne trendy w nauczaniu języka angielskiego oraz relacje z krajowych szkoleń i konferencji.
„The Teacher” ukazuje się od czerwca 2002 roku. Jego miesięczny nakład wynosi około 20 tys. egzemplarzy.